# Lanús partido
Lanús egy partido Argentína középpontjától keletre, Buenos Aires tartományban. Székhelye Lanús.

## Népesség
A partido népessége a közelmúltban a következőképpen változott:
| Év   | Lakosság |
| ---- | -------- |
| 2001 | 451 042  |
| 2010 | 459 263  |